# Hauptverband der Landwirtschaftlichen Buchstellen und Sachverständigen

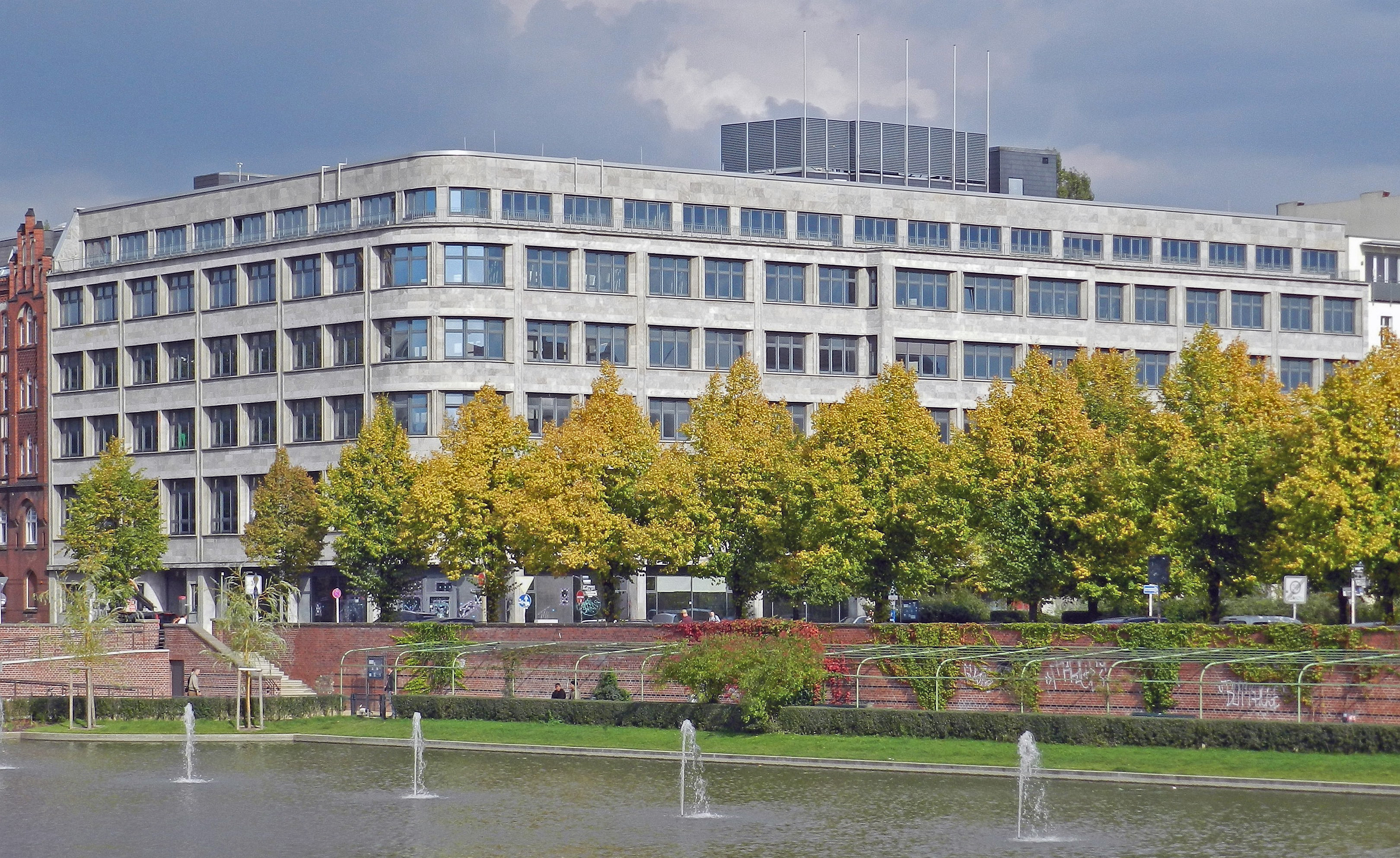
Sitz des HLBS in Berlin

Der Hauptverband der Landwirtschaftlichen Buchstellen und Sachverständigen e. V. (HLBS) ist ein Berufs- und Fachverband von steuer- und wirtschaftsberatenden Berufen sowie von Sachverständigen in der Landwirtschaft mit Sitz in Berlin (ursprünglich Bonn). Die Geschäftsstelle befand sich zunächst in Sankt Augustin bei Bonn, seit Juli 2013 in Berlin-Mitte im Taut-Haus am Engeldamm 70.

## Aufgaben
Als Fachverband unterstützt der HLBS die Fortbildung seiner Mitglieder und des Berufsnachwuchses an Steuerberatern mit Schwerpunkt Landwirtschaft und Sachverständigen für die Landwirtschaft. Der HLBS versteht sich auch als berufspolitische Vertretung dieser beiden Berufsgruppen. Im HLBS sind Stand 2024 ca. 1.900 Mitglieder bundesweit organisiert.
Dem Verband stehen mit der HLBS GmbH eigene Fachkompetenzen in den Bereichen branchenbezogener Veröffentlichungen (HLBS GmbH – Bereich Publishing) sowie Fortbildungen (HLBS GmbH – Bereich Seminare) zur Seite. Ferner existiert mit der HLBS-Stiftung eine eigene Fördereinrichtung.

## Sachgebiete
- Steuerberatung im Schwerpunkt für landwirtschaftliche Buchstellen
- Sachverständigenwesen in der Landwirtschaft
- Unternehmensberatung in der Landwirtschaft